# Koninklijke Burgers' Zoo

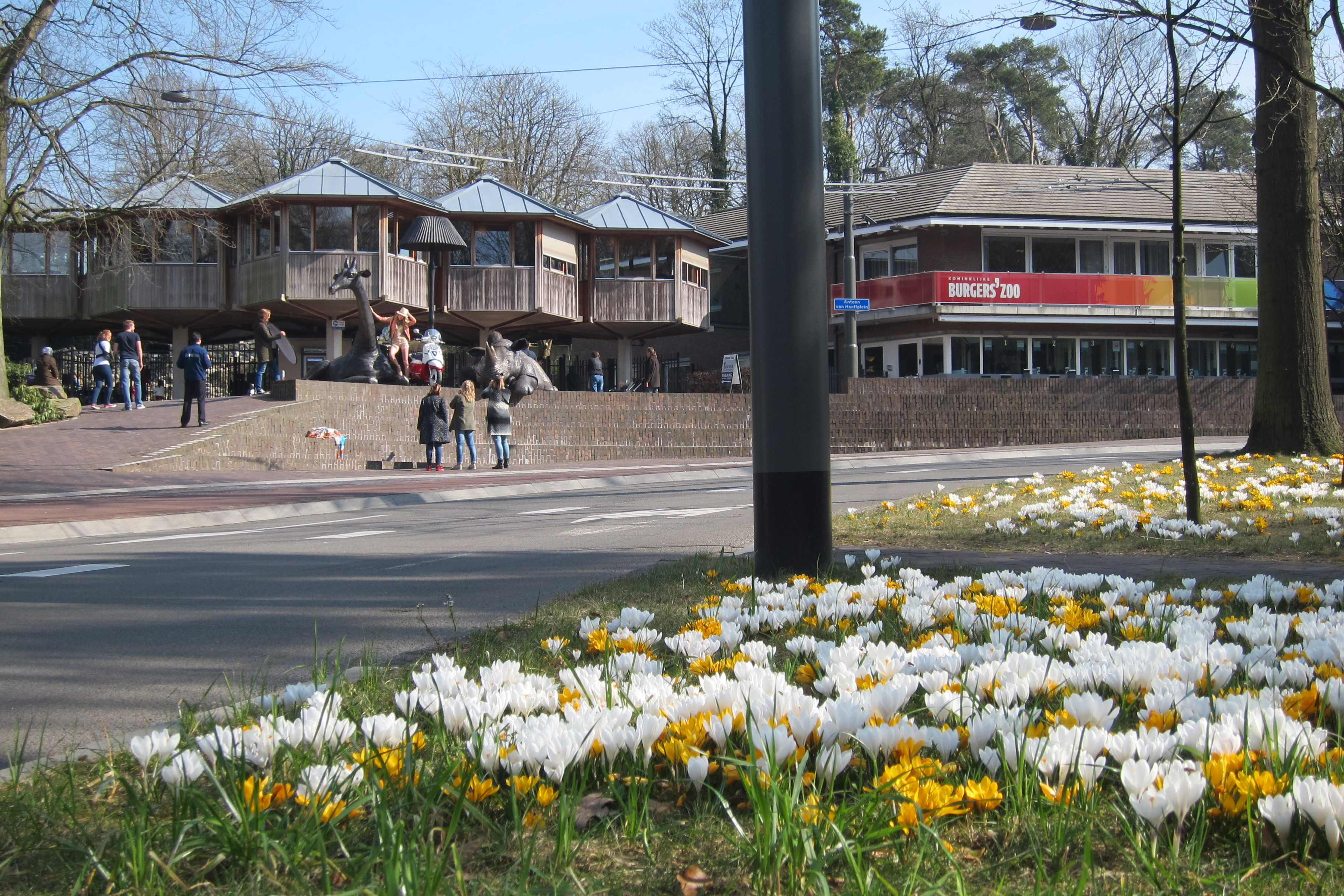
Entree van Burgers' Zoo

Koninklijke Burgers' Zoo is een dierentuin in Arnhem. Oorspronkelijk heette de dierentuin Burgers' Dierenpark en wordt vaak kortweg Burgers genoemd.
Burgers' Zoo onderscheidt zich door de 'ecodisplays': realistische nabootsingen van de ecosystemen waarin de dieren en planten in de natuur leven. In plaats van traditionele hokken, biedt Burgers' Zoo flora en fauna aan in natuurgetrouwe omgevingen. Dit stimuleert bezoekers om actief op zoek te gaan naar de dieren. Deze presentaties zijn veelal overdekt en het gehele jaar door te bezoeken.
Het eerste onderdeel in deze opzet was Burgers' Bush. Deze werd zo bekend dat de dierentuin als geheel soms 'Burgers' Bush' of 'de Bush' werd genoemd. Andere themagebieden omvatten Burgers' Safari, Bush, Mangrove, Desert, Ocean en Rimba.
Burgers' Zoo trekt jaarlijks gemiddeld ongeveer 1,1 miljoen bezoekers, met een piek van meer dan 1,5 miljoen in 2013. Daarmee behoort de dierentuin in Arnhem tot een van de best bezochte dagattracties van Nederland.

## Ontwikkeling van het dierenpark
In 1913 opende Johan Burgers zijn internationaal vermaarde fazanterie, genaamd Faisantarie Buitenlust, voor het publiek in zijn woonplaats 's-Heerenberg. Dit markeerde het begin van 'Burgers' Dierenpark'. In 1923 kreeg Burgers de mogelijkheid om een groot terrein in de stad Arnhem te gebruiken, waar hij zijn visie op het houden van dieren - geïnspireerd door Carl Hagenbeck - in de praktijk kon brengen. Dit hield in dat de dieren, inclusief de roofdieren, niet achter tralies, maar op open terrassen en in valleien gehouden werden, gescheiden van het publiek door brede grachten. De enorme kunstmatige rotspartijen, die lange tijd het gezicht van het dierenpark bepaalden, moesten in de jaren tachtig wijken voor nieuwe projecten zoals de Bush, de Desert en de Rimba.
Gedurende de Tweede Wereldoorlog liep het park veel schade op, vooral tijdens de Slag om Arnhem in september 1944 en de daaropvolgende periode tot mei 1945, toen Arnhem geëvacueerd was. Een deel van de evacués vond onderdak in het nabijgelegen Openluchtmuseum. De toenmalige directeuren, Lucie Burgers (dochter van de oprichter) en haar echtgenoot Reinier van Hooff, wisten het park door deze moeilijke periode heen te loodsen. Wel kwamen twee dierenverzorgers en een groot aantal dieren om tijdens de oorlog.
Na de Tweede Wereldoorlog liep Burgers' Zoo in Nederland voorop in het vernieuwen van het houden van exotische dieren in groepen. Dit begon met de opening van een leeuwenpark in 1968. Bezoekers konden in hun eigen auto door een uitgestrekt boslandschap rijden, waar de leeuwen vrij rondliepen. Later werd dit uitgebreid tot het Safaripark, waar bezoekers vanaf een wandelgalerij een leefgemeenschap van Afrikaanse savannebewoners (zoals giraffen, zebra's, antilopen, neushoorns) konden bekijken. In 1971 werd het chimpansee-eiland in gebruik genomen, waar voor het eerst een grote sociale kolonie werd gehouden met een natuurlijke samenstelling van meerdere volwassen mannen en vrouwen in één groep. Deze kolonie chimpansees was tientallen jaren het onderwerp van onderzoek naar hun gedrag onder leiding van Utrechtse hoogleraar in de Gedragsbiologie, prof. Jan van Hooff (kleinzoon van oprichter Johan Burgers). Het onderzoek verwierf wereldwijde bekendheid, mede dankzij de film van Bert Haanstra Chimps onder elkaar (1984) en het boek Chimpanseepolitiek van Frans de Waal (1982).
Onder leiding van kleinzoon Antoon van Hooff werd rond 1988 een nieuwe presentatiemethode voor dieren geïntroduceerd. In zeer grote hallen werden dieren- en plantensoorten uit een bepaald landschap samengebracht, zoals het tropisch regenwoud (Burgers' Bush, geopend in 1988) of een woestijn in Noord-Amerika (Burgers' Desert, geopend in 1994). Deze presentaties, aangeduid als 'ecodisplays', maken het park minder afhankelijk van de zomermaanden voor omzet.
Onder leiding van zoon Alex van Hooff werd in 2006 een masterplan tot 2016 ontwikkeld. Dit plan omvatte onder meer een brede rondweg in het centrale deel van het park, die als verbinding tussen de verschillende leefgebieden zou dienen. In maart 2012, op de 99ste verjaardag van het park, werd een nieuwe 'indoor' speeltuin ("Kids' jungle") geopend. In juli 2017 werd de nieuwe Burgers' Mangrove geopend. Vanwege de coronacrisis in Nederland sloot het park op 13 maart 2020 voor onbepaalde tijd zijn deuren. Op 19 mei 2020 heropende het park, maar moest op 14 december 2020 en op 19 december 2021 opnieuw sluiten.

### Belangrijke data uit de geschiedenis van Burgers' Zoo
| 1913           | Openstelling van de fazantencollectie van Johan Burgers in 's-Heerenberg: het begin van Burgers' Zoo. |
| 1923           | Opening van Burgers' Dierenpark in Arnhem |
| 1924           | De eerste Sumatraanse tijgers. (In het wild gevangen, Astra en Roland) |
| 1930           | De leeuwenvallei |
| 1933           | De ijsberenvallei |
| 1935           | De tijgervallei wordt geopend en is direct een sensatie door de spectaculaire ontsnapping van een Bengaalse tijger, die direct wordt neergeschoten door Reinier van Hooff |

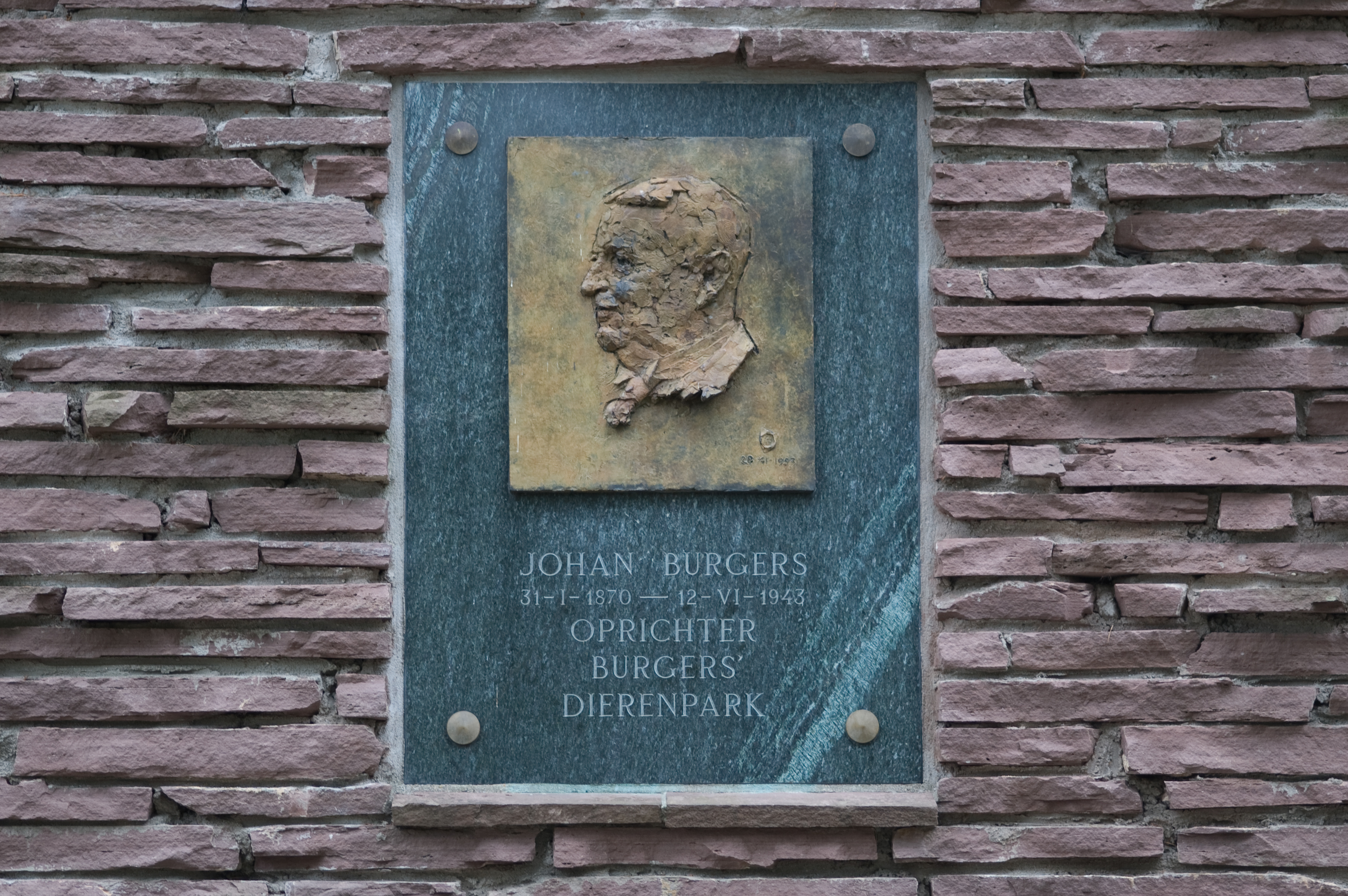
Johan Burgers

| 1936           | De rotsverblijven voor hyena's, zeeleeuwen, pinguïns en Maleise beren zijn gereed |
| 1939           | Johan Burgers draagt het dierenpark over aan zijn dochter Lucie Burgers en zijn schoonzoon Reinier van Hooff. |
| 1943           | Johan Burgers overlijdt |
| 1968           | Burgers' Safari wordt in gebruik genomen: het eerste safaripark op het Europese vasteland. Ontworpen als een park, waar men met de eigen auto of met een bus doorheen kan rijden. |
| 1971           | Antoon van Hooff en zijn broer Jan van Hooff openen de eerste chimpansee-kolonie in een dierentuin ter wereld. |
| 1973           | Het wolvenbos wordt geopend. |
| 1980           | Oprichting Stichting Lucie Burgers. |
| 1984           | Een groep van 7 gorilla's wordt vanuit Kameroen overgebracht naar Burgers'. |
| 1986           | Opening van het gorilla's-eiland. |
| 1988           | Burgers' Bush, het overdekte oerwoud wordt geopend. |
| 1992           | Burgers' Mangrove is een imitatie van een mangrovebos. |
| 1994           | Burgers' Desert is volgens de dierentuin 's werelds grootste overdekte woestijn. |
| 1995           | Burgers' Safari is alleen nog te voet te bezoeken. Via een 200 meter lange overdekte wandelbrug kan men de savannedieren observeren. |
| 2000           | Opening van Burgers' Ocean, een zeeaquarium van 8 miljoen liter, met het op een na grootste koraalrifaquarium ter wereld. |
| 2002           | Burgers' Avonturenland - een speeltuin voor kinderen wordt geopend. |
| 2004           | Antoon van Hooff overlijdt. Alex van Hooff, zijn vrouw Bertine Nusselder en Greet Wierenga vormen nu de directie van Burgers' Zoo. |
| 2007           | Safari Meeting Center/De Savanne - Het congrescentrum van Burgers' met uitzicht op de Oost-Afrikaanse savanne van Burgers' Safari. |
| 2008           | Burgers' Rimba wordt geopend - een buitengebied met Zuidoost-Aziatische dieren. |
| 2012           | Burgers' Kids Jungle - Overdekte speeltuin in de vorm van een Zuid- en Midden-Amerikaans jungledorp. |
| 2013           | Burgers' Zoo mag zich vanaf eind maart Koninklijk noemen vanwege het 100-jarig bestaan van het park. |
| 2016           | De souvenirshop bij de ingang, krijgt een geheel nieuwe, Afrikaanse look. Introductie van een nieuw personage 'Zoë'. |
| 2017           | De nieuwe Burgers' Mangrove wordt geopend - is volgens de dierentuin 's werelds grootste overdekte mangrovehal. Speciaal voor deze gelegenheid wordt er de hele zomer een musical opgevoerd met het al bekende personage Zoë en een nieuw personage Silos.                                                          |
| 2019           | De oude Hagenbeckverblijven worden gesloopt, er komen nieuwe verblijven voor ringstaartmaki's, zwarte maki's, rode neusberen en Peruaanse doodshoofdaapjes. |
| 2020           | Een nieuw horecapunt bij de ingang: de koffiecorner. |
| 2020/2021/2022 | Koninklijke Burgers' Zoo was in verband met het coronavirus voor het eerst in 107 jaar meerdere keren lange tijd gesloten voor publiek. |
| 2021           | In de zomer van 2021 was er een pop-up camping, waar bezoekers een unieke overnachting in het park konden maken. |
| 2022           | Het grote verblijf in de desert waar voorheen dikhoornschapen leefden, werd omgebouwd tot een verblijf voor zwartstaartprairiehonden, boomstekelvarkens en halsbandpekari's. De rendieren hebben het park verlaten. Het Bush-restaurant is volledig vernieuwd.                                                      |
| 2024           | Het olifantenverblijf werd uitgebreid met oog op de komst van twee olifanten uit Belfast. Echter kwam de eerste olifant, Dhunja, na een half jaar al te overlijden op 8 januari 2025. Iets meer dan een maand later, op 12 februari 2025, overleed Pinky, een olifant die al 43 jaar in Burgers' Zoo heeft geleefd. |
| 2025           | In april 2025 werd bekend dat Burgers' Zoo de Limburgse GaiaZOO overneemt. |

### Lijst van directeuren
- Johan Burgers en Marie Burgers-Erwig (1913–1939)
- Lucie Burgers en Reinier van Hooff (1939–1962)
- Antoon van Hooff en Greet van Hooff-Wierenga (1962–2004)
- Alex van Hooff en Bertine van Hooff-Nusselder (2004–heden)

### Bezoekersaantallen
Hieronder volgt een lijst van de bezoekersaantallen van Burgers' Zoo door de tijd heen.
| 2015      | 2016      | 2017      | 2018      | 2019      | 2020    | 2021    | 2022    | 2023      | 2024      |
| --------- | --------- | --------- | --------- | --------- | ------- | ------- | ------- | --------- | --------- |
| 1.040.804 | 1.023.469 | 1.157.868 | 1.108.797 | 1.100.000 | 697.689 | 602.000 | 951.246 | 1.036.000 | 1.074.594 |

## Dierenpark
Hoewel de ecodisplays de meeste bekendheid aan Burgers' Zoo geven, beschikt het park ook over meer traditionele dierenverblijven. Dit gedeelte, bekend als 'Burgers Park', is grofweg in twee gebieden verdeeld. In het noordwesten bevindt zich een gedeelte met vogels en apen, en in het zuidoosten een ander deel. Het vogelgedeelte, waar het park oorspronkelijk mee begon, bestaat uit een fazanterie en verblijven voor onder andere Europese flamingo's en monniksgieren. Het apengedeelte huisvest Westelijke laaglandgorilla's (die samenleven met goudbuikmangabeys) en chimpansees. Het zuidoostelijke deel biedt onderdak aan andere exotische diersoorten, zoals Aziatische olifanten, stokstaartjes, bosrendieren, Sri Lankaanse panters, goudjakhalsen en zwartvoetpinguïns. Ook zijn er combi-verblijven voor Peruaanse doodshoofdaapjes en rode neusberen, en voor ringstaartmaki's en zwarte maki's. Enkele van de destijds revolutionaire 'open' verblijven zijn nog steeds in gebruik.
In de winter zijn bepaalde diersoorten van het park alleen in hun binnenverblijven te zien.

## Speeltuin
Sinds 2019 beschikt het park over een volledig vernieuwde speeltuin, met aparte gedeelten voor zowel grote als kleine kinderen, gelegen naast het Park Restaurant. Daarnaast is er sinds 2009 een kleinere speeltuin in het midden van het park. Ter ere van het 99-jarige jubileum in 2012 opende Burgers' Zoo een volledig overdekte speeltuin, gelegen aan de andere zijde van het Park Restaurant, tussen het restaurant en de Desert. Deze speeltuin is ontworpen als een Zuid- en Midden-Amerikaans jungledorp, bestaande uit paalwoningen die verbonden zijn door hangbruggen, klimnetten en glijbanen.

## Horeca en winkels
Het park telt ongeveer drie grote horecagelegenheden, met een aanbod variërend van grote en kleine snacks tot gerechten uit de tropische (vernieuwde Bush Restaurant), Afrikaanse (Safari Restaurant) en oud-Nederlandse keuken (Park Restaurant). De inrichting en het assortiment van de meeste restaurants sluiten aan bij het themagebied of de attractie(s) in de nabijheid. Verspreid over het park zijn er diverse kleinere horecapunten. In 2020 is bij het entreegebouw een koffiecorner geopend.
Naast de horecavoorzieningen biedt het park meerdere souvenirwinkels. De grootste souvenirshop, gelegen bij het entreegebouw, heeft in 2016 een nieuwe Afrikaanse uitstraling gekregen.

## Shows
Sinds 2016 worden er verschillende musicals opgevoerd in het park. Deze shows hebben elk jaar een ander thema, dat meestal aansluit bij een van de ecodisplays. In de hoofdrollen zijn de personages Zoë en Silos te zien, en elk jaar zijn er verschillende dieren (handpoppen) die de bijrollen vertolken. De musicals worden geproduceerd door Van Hoorne Entertainment en zijn te bekijken in het theater van het Safari Meeting Centre in het park.
- Deep Ocean Monsters - Blacklightmusical (Van 8 juli t/m 27 augustus 2016)[22]
- Zoë & Silos - De Mangrove Musical (Van 8 juli t/m 27 augustus 2017)
- Zoë & Silos - De Desert musical (Van 7 juli t/m 26 augustus 2018)
- Zoë & Silos - De Bush musical (Van 6 juli t/m 25 augustus 2019)
- Zoë & Silos - De Safari musical (Van 23 juli t/m 28 augustus 2020)

## Leefgebieden en ecodisplays
Het nabouwen van een leefgebied op grote schaal stelt Burgers' Zoo in staat om dieren en planten die in zo'n habitat thuishoren samen onder te brengen. De grote omvang van deze nagebootste gebieden draagt bij aan een natuurgetrouwere indruk. Het komt voor dat bepaalde organismen elkaar belagen of dat planten door dieren worden beschadigd of gegeten. Deze natuurgetrouwe imitaties worden door Burgers' Zoo 'ecodisplays' genoemd. Dankzij deze presentatiemethode kunnen bezoekers daadwerkelijk op zoek gaan naar de dieren en planten. Zowel de flora als fauna worden in een ecodisplay zo realistisch mogelijk gepresenteerd. Deze ecodisplays zijn veelal overdekt en gedurende het hele jaar toegankelijk.
De presentaties van Burgers' Zoo kregen naar thema plaats in een aantal deelgebieden:

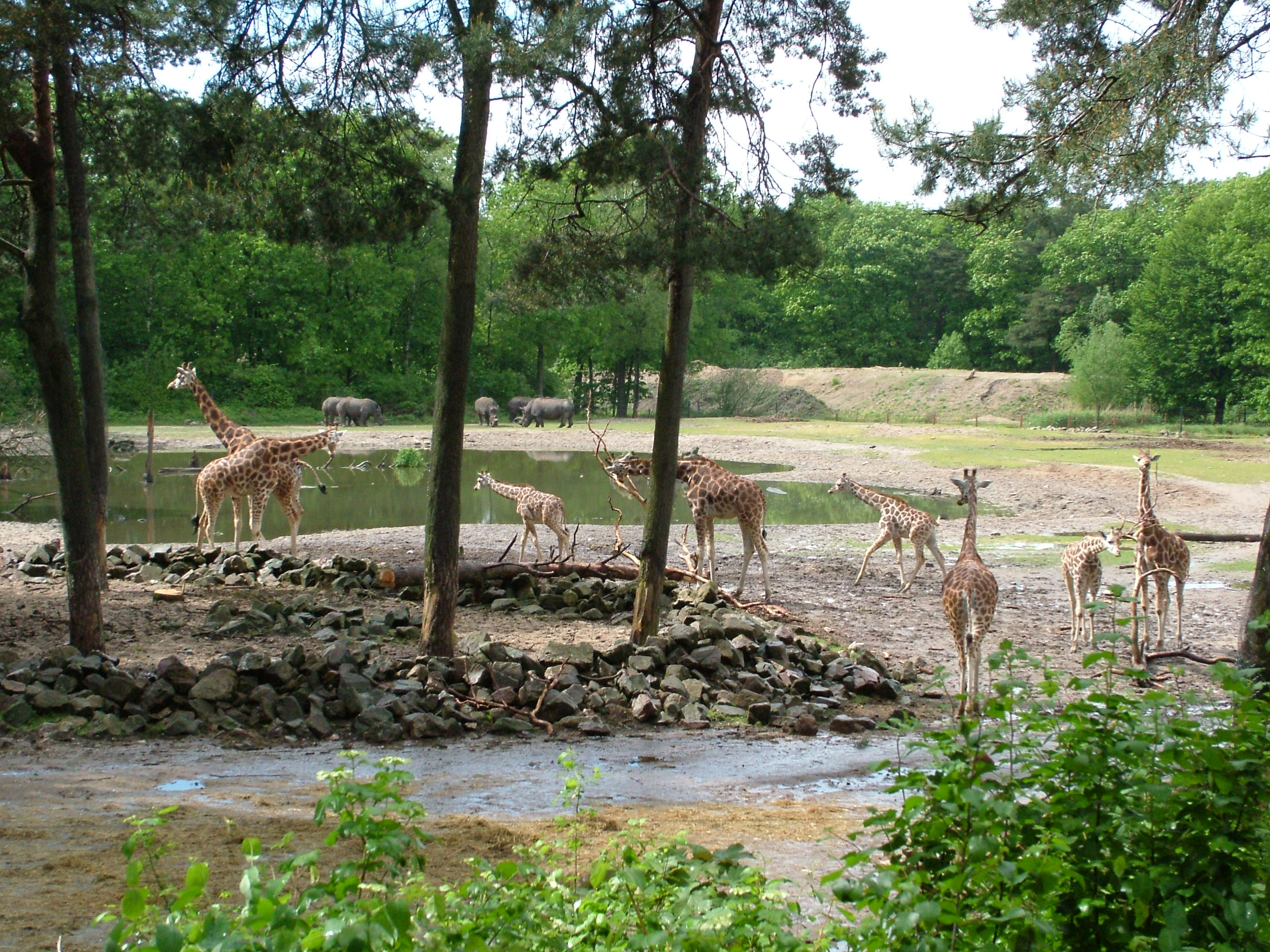
Burgers' Safari
Burgers' Safari, geopend in 1968, stond aanvankelijk bekend als 'Leeuwenpark'. In 1969 veranderde de naam in Burgers' Safaripark en het was destijds het eerste safaripark op het Europese vasteland. Aanvankelijk konden bezoekers met hun auto tussen de dieren doorrijden; later, tot 1995, was er een safari-treintje. Tegenwoordig biedt Burgers' Safari een overzicht van de Afrikaanse savanne en is het alleen toegankelijk voor wandelaars. De wandelroute omvat een 250 meter lange overdekte loopbrug, die verbonden is met de Burgers' Bush.

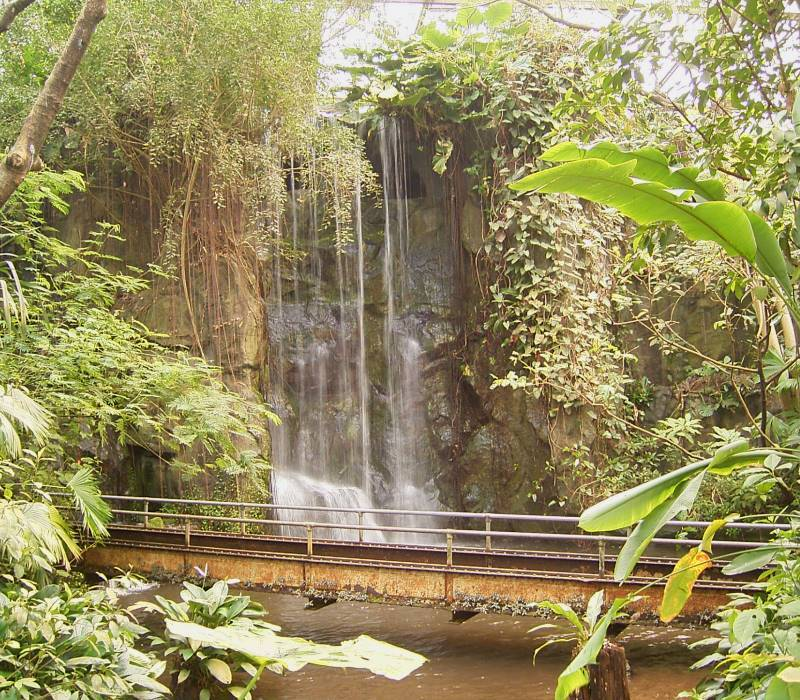
Burgers' Bush
De Bush is een overdekte ruimte van anderhalve hectare die een tropisch regenwoud nabootst waarin zowel mens als dier vrij kunnen rondlopen. Deze ruimte, geopend in 1988, biedt bezoekers een indruk van hoe een regenwoud eruitziet. Veel dieren in dit biotoop hebben geen vaste verblijfplaats, waardoor bezoekers ze op diverse locaties kunnen tegenkomen, waaronder op de onverharde paden.

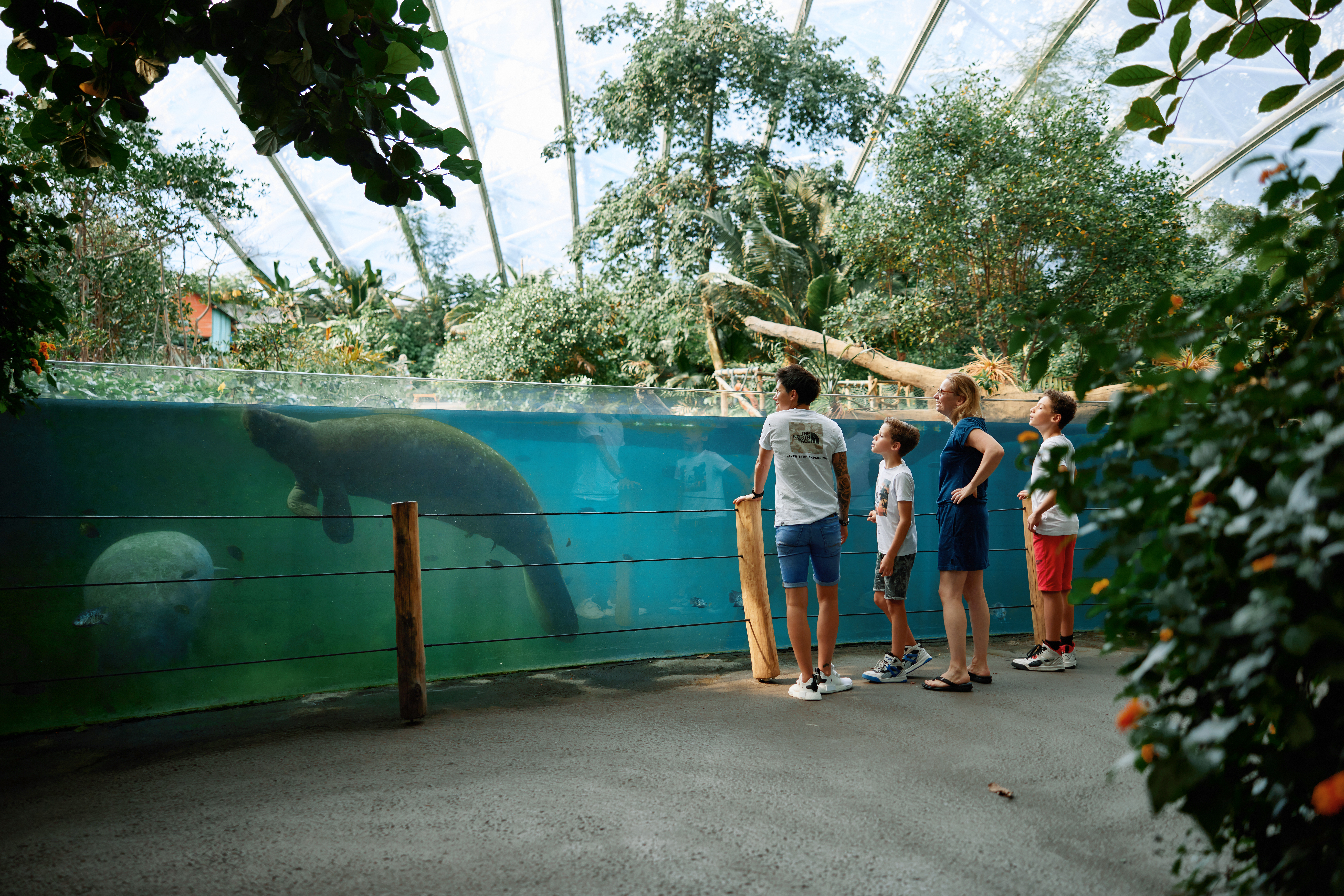
Burgers' Mangrove
In een grote hal is een mangrovebos nagebootst, een tropisch vloedbos dat bij elk hoogwater gedeeltelijk overspoeld wordt met zeewater. Bij laagwater staan de bomen en planten in modder. Een mangrovebos kan gezien worden als een met bomen en struiken begroeide Waddenzee.
Op 13 juli 2017 opende een nieuwe mangrovehal, de grootste overdekte mangrove ter wereld, op de plek van de oude vogelverblijven.
In april 2025 werd bekendgemaakt dat Burgers' Zoo rode titi's aan de mangrovehal wilde toevoegen.

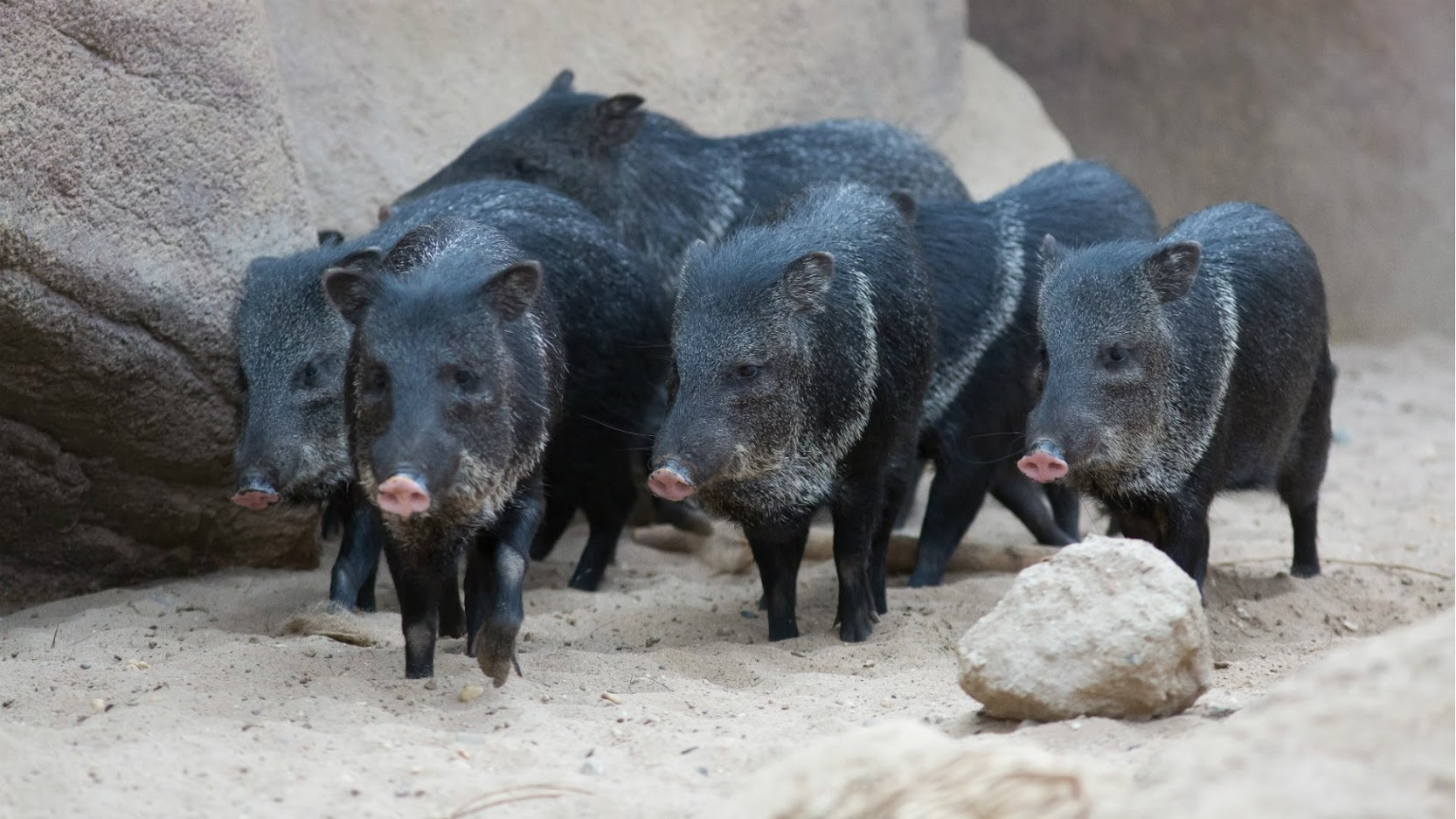
Burgers' Desert
In een overdekte ruimte van 7500 m² is een nabootsing van de Sonorawoestijn en Mojavewoestijn van Arizona, VS en het noorden van Mexico. Bezoekers kunnen via vaste paden kennismaken met het leven in de woestijn. De Desert, geopend in 1994, is de tweede grote overdekte attractie van Burgers' Zoo en is via een tunnel verbonden met Burgers' Bush.

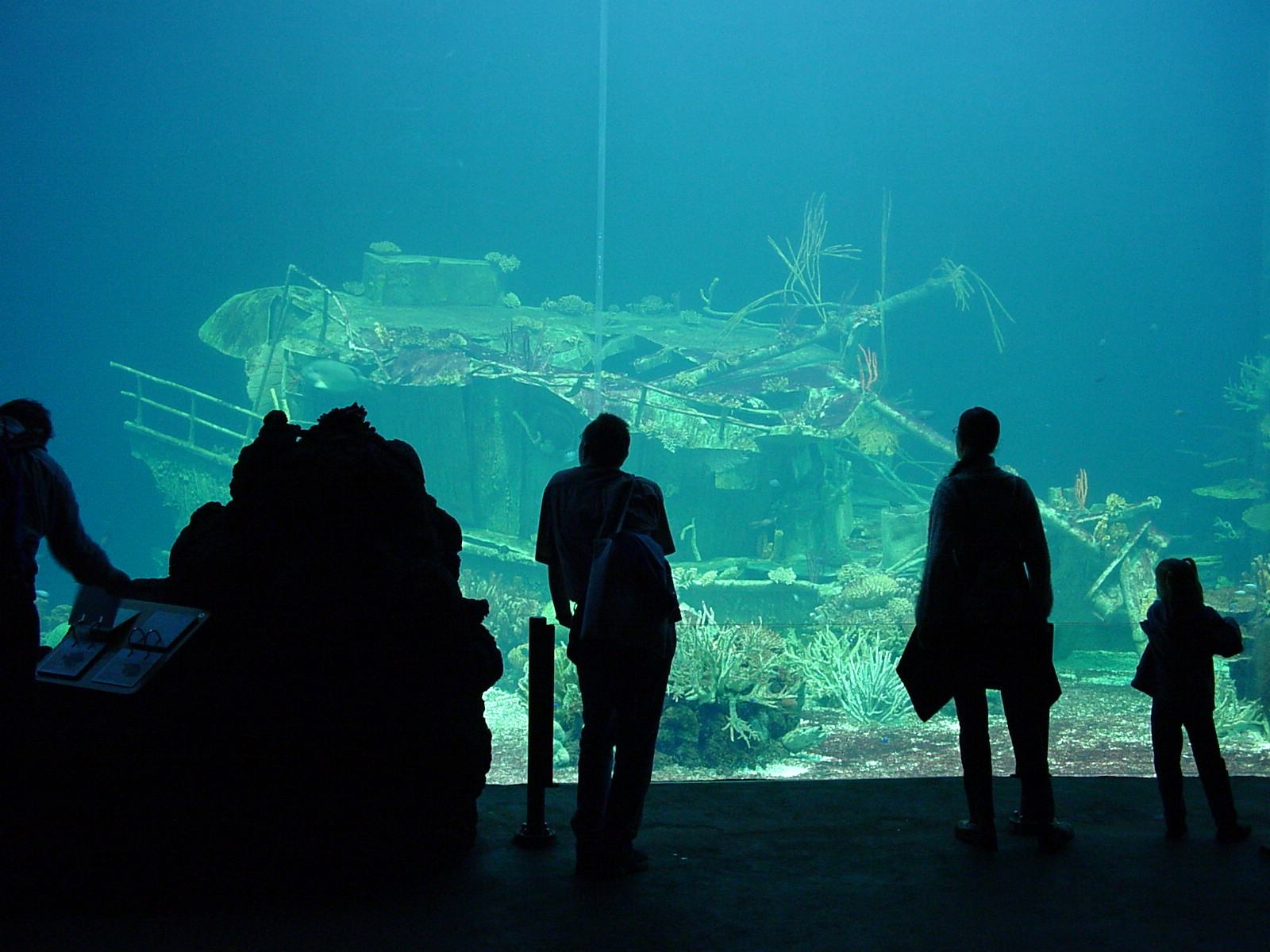
Burgers' Ocean
Het aquarium, met een inhoud van ruim acht miljoen liter, is een ecodisplay van zowel flora (voornamelijk algen) als fauna van de oceaan van Zuidoost-Azië. Bezoekers worden langs presentaties geleid van het leven aan de kust, de koraalriffen, de open oceaan en de diepzee. Burgers' Ocean werd in 2000 geopend en is alleen toegankelijk via Burgers' Bush.

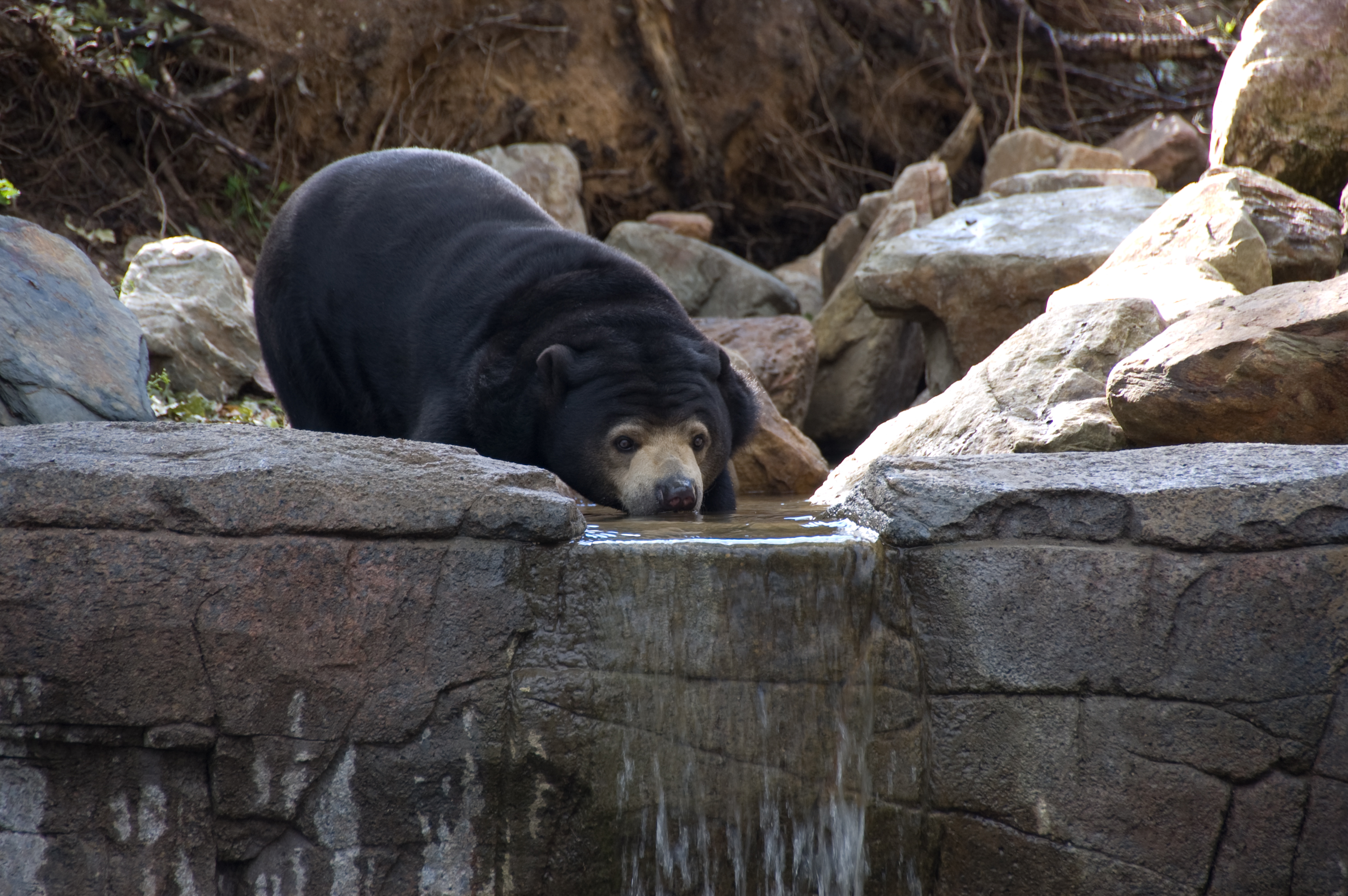
Burgers' Rimba
Rimba, afgeleid van het Maleisische rimba raya wat tropisch regenwoud betekent, werd in 2008 geopend ter gelegenheid van het 95-jarig bestaan van de Zoo. De Rimba bestaat uit verschillende zones waarbinnen diverse diersoorten samen geplaatst zijn.

## Diersoorten in Burgers' Zoo
Door de opzet van Burgers' Zoo is het niet mogelijk om een exact aantal dieren en soorten te bepalen. Binnen de ecodisplays bevinden zich de geregistreerde collectiedieren, maar ook spontaan gevestigde soorten, die vaak inheems zijn. Sommige van deze spontaan gevestigde dieren zijn uiteindelijk belangrijke soorten in de collectie geworden, zoals de guppy's in de Bush. Een schatting, die door de dierentuin zelf is gemaakt, komt neer op de volgende aantallen:
|               | Aantal | Soorten |
| Zoogdieren    | 550    | 50      |
| Vogels        | 1000   | 150     |
| Reptielen     | 150    | 25      |
| Amfibieën     | 300    | 15      |
| Vissen        | 3000   | 160     |
| Ongewervelden | 5000   | 300     |

## Fokprogramma's
De European Association of Zoos and Aquaria (EAZA) heeft fokprogramma's opgezet voor het behoud van verschillende diersoorten. Momenteel zijn er ongeveer 250 van deze programma's. Er zijn twee soorten fokprogramma's: het European Endangered Species Programme (EEP) en het ESB. Het EEP is een actief fokprogramma, terwijl het ESB een voorloper is op het EEP. Burgers' Zoo neemt deel aan ongeveer 50 van deze fokprogramma's en coördineert specifiek de fokprogramma's voor de brillangoer en het aardvarken. De dierentuin is betrokken bij:
- EEP's voor onder meer de giraffe, zwartkappitta, zwartvoetpinguïn, Aziatische olifant, Sri Lankaanse panter, monniksgier, roodsnavelhokko, dubbelhoornige neushoornvogel, hyacinthara, geribbelde neushoornvogel, westelijke laaglandgorilla, breedlipneushoorn, cheeta, Caribische lamantijn, rodriguesvleerhond, balispreeuw, soccoroduif, gilamonster, Sumatraanse tijger, goudwanggibbon, banteng, en meer.
- ESB's voor onder andere de zebrahaai, aardvarken, bosrendier, vale gier, Aziatische reuzenrivierschildpad, dikbekpapegaai, chimpansee, basterdgemsbok, waaierduif, siamang, Von der Deckens tok, kea, dolksteekduif, zonneral, hamerkop, blauwgestippelde pijlstaartrog, Maleise beer, binturong, moeraswallaby, en meer.

## Natuurbescherming
Bij Burgers' Zoo is natuurbescherming een belangrijk speerpunt. De dierentuin ondersteunt diverse projecten die vaak kleinschalig zijn, maar een aanzienlijke impact hebben.
- Future For Nature: De steun aan Future For Nature is een van Burgers' Zoo's belangrijkste initiatieven. Deze organisatie ondersteunt wereldwijde natuurbehoudsprojecten en reikt jaarlijks drie prijzen van elk 50.000 euro uit aan getalenteerde jonge natuurbeschermers, om hun cruciale werk te ondersteunen. De uitreiking van de Future For Nature Awards vindt plaats in het dierenpark.
- Belize: Burgers' Zoo werkt samen met het Zwitserse dierenpark Papiliorama om in Belize een natuurgebied van 355 vierkante kilometer te beschermen.
- Stichting Lucie Burgers: Deze stichting bevordert vergelijkend gedragsonderzoek bij dieren, met als doel inzicht te vergroten in het natuurlijke gedrag van dieren en hun ecologie.

## Locatie
Aan de noordkant van Arnhem, grenzend aan de Veluwe, is Burgers' Zoo gevestigd. Het dierenpark bevindt zich naast het Nederlands Openluchtmuseum. Bezoekers kunnen het park bereiken met trolleylijn 3 vanaf Station Arnhem Centraal.

## Varia
- Van 10 juli 1932 tot 24 januari 1946 had Burgers' Dierenpark, zoals het destijds heette, een tweede vestiging in Tilburg. Deze vestiging werd vervolgens als Tilburgs dierenpark voortgezet tot 1973.[27]
- In 1997 werden dertien afleveringen van de tv-serie Ernst, Bobbie en de rest opgenomen in deze dierentuin.
- Van 2012 tot 2014 was Burgers' Zoo het onderwerp van het wekelijkse tv-programma Drukte in de dierentuin, uitgezonden door SBS6 en op Eén.
- In 2013 vonden de opnames van de tv-serie De Leeuwenkuil plaats in deze dierentuin.
- Met bijna 1,5 miljoen bezoekers in 2013[28] was Burgers' Zoo de populairste attractie van Gelderland.
- Sinds 2015 laat Burgers' Zoo in het wekelijkse tv-programma Burgers' Zoo Natuurlijk, uitgezonden op RTL 4, bijzondere gebeurtenissen voor en achter de schermen zien.
- Voor kinderen zendt RTL Telekids sinds 2015 dagelijks het tv-programma Burgers' Zoo & Waarom uit, waarin vragen van kinderen beantwoord worden. Er is ook een Burgers' Zoo & Waarom magazine, dat zes keer per jaar verschijnt. Sinds 2017 worden in het park opnames gemaakt voor het RTL-programma Zoë & Silos.
- Burgers' Zoo is officieel partner van de Vitesse Kids Club en lid van de Business Club.[29] In het seizoen 2019/2020 trad de dierentuin op als shirtsponsor.
- In 2015 scoorde de dierentuin een wereldhit op YouTube met een video waarin meer dan 790.000 mensen zagen hoe chimpansee Tushi bewust een drone met een tak uit de lucht sloeg.[30]
- In 2017 werd Burgers' Zoo uitgeroepen tot 'Beste Uitje van Nederland' in de categorie 'Diertuinen', een prijs uitgereikt door De Persgroep.[31]
- In 2017 zond SBS6 de vierdelige documentaire Project Mangrove uit.